# Mimosa humifusa
Mimosa humifusa är en ärtväxtart som beskrevs av George Bentham. Mimosa humifusa ingår i släktet mimosor, och familjen ärtväxter. Inga underarter finns listade i Catalogue of Life.